# Zachwojniki
Zachwojniki (biał. Захвойнікі; ros. Захвойники, Zachwojniki) – osiedle na Białorusi, w obwodzie mińskim, w rejonie dzierżyńskim, w sielsowiecie Dobryniewo.